# Siliquariidae
Famille
Les Siliquariidae sont une famille de mollusques gastéropodes à la position taxinomique encore incertaine.
Ils ont longtemps été confondus avec les vermets, mais en semblent éloignés, plus proches des cérithes. 

## Liste des genres
Selon World Register of Marine Species (17 décembre 2016) :
- genre Caporbis Bartsch, 1915 -- 2 espèces
- genre Hummelinckiella Faber & Moolenbeek, 1999 -- 1 espèce
- genre Petalopoma Schiaparelli, 2002 -- 2 espèces
- genre Stephopoma Mörch, 1860 -- 10 espèces
- genre Tenagodus Guettard, 1770 -- 23 espèces
- Siliquariidae incertae sedis -- 3 taxons

Tenagodus trochlearis